# Cantó de Saint-Blin
El cantó de Saint-Blin és un cantó francès del departament de l'Alt Marne, situat al districte de Chaumont. Té 15 municipis i el cap és Saint-Blin.

## Municipis
- Aillianville
- Busson
- Chalvraines
- Chambroncourt
- Humberville
- Lafauche
- Leurville
- Liffol-le-Petit
- Manois
- Morionvilliers
- Orquevaux
- Prez-sous-Lafauche
- Saint-Blin
- Semilly
- Vesaignes-sous-Lafauche

## Història
| Data d'elecció                           | Identitat      | Partit                               | Qualitat |
| ---------------------------------------- | -------------- | ------------------------------------ | -------- |
| 1945-19..                                | M. Vernet      | Divers gauche, després divers droite |          |
| 19..-1994                                | Bernard Collin | CD, després Divers droite            |          |
| 1994-                                    | Bruno Sido     | RPR, després UMP                     |          |
| les dades anteriors no són pas conegudes |                |                                      |          |
|                                          |                |                                      |          |

## Demografia
| A partir de 1990: Població sense dobles comptes |